# Dewas
Dewas (hindi देवास, trl. Devās) – miasto w zachodnio-środkowych Indiach, w stanie Madhja Pradeś, w dystrykcie Dewas, na płaskowyżu Malwa, około 160 km na południowy zachód od stolicy stanu – Bhopalu. Jest siedzibą administracyjną dystryktu.
W 2011 miasto zamieszkiwało 289 550 osób. Mężczyźni stanowili 51,8% populacji, kobiety 48,2%. Umiejętność pisania posiadało 84,64% mieszkańców w przedziale wiekowym od siedmiu lat wzwyż, przy czym odsetek ten był wyższy u mężczyzn – 91,13%. Wśród kobiet wynosił 77,69%. Dzieci do lat sześciu stanowiły 12,2% ogółu mieszkańców miasta. W strukturze wyznaniowej zdecydowanie przeważali hinduiści – niecałe 78%. Islam deklarowało blisko 20%.
Istotne znaczenie w gospodarce miasta i w kształtowaniu jego przestrzeni odgrywa przemysł. Dewas położone jest przy linii kolejowej, dzięki której mieszkańcy miasta mają możliwość bezpośredniego dotarcia do dużych ośrodków miejskich, jak m.in. Mumbaj, Pune, Indore.